# Лукачёв, Виктор Павлович
Ви́ктор Па́влович Лукачёв (4 апреля 1920, Щербиновка, Донецкая губерния — 29 апреля 1988, Куйбышев) — советский инженер, учёный в области смесеобразования и горения в двигателях летательных аппаратов, доктор технических наук (1972), профессор (1964), заслуженный деятель науки и техники РСФСР (1978), Герой Социалистического Труда (1987), ректор Куйбышевского авиационного института.

## Биография
Виктор Лукачёв родился 4 апреля 1920 года в Щербиновке в шахтёрской семье. Затем семья переехала жить в Горловку.
В 1938 году он поступил в Ленинградский институт инженеров гражданского воздушного флота. Одновременно с этим учился в аэроклубе.
В июле 1941 года, не доучившись, ушел добровольцем на фронт. Служил механиком истребительного авиационного полка на Ленинградском и Волховском фронтах. В 1942 году получил тяжелую контузию и направлен на лечение в Куйбышев, комиссован в октябре 1943 года, имеет звание инженера-майора.
Поступил в Куйбышевский авиационный институт. По его окончании в 1946 году остался работать в институте. Работал инженером, заведующим лабораторией, ассистентом, старшим преподавателем института, а в 1956 году в возрасте 36 лет стал ректором КуАИ.
- В 1972 году Лукачёв защитил докторскую диссертацию.
- В 1978 году он был удостоен почетного звания заслуженный деятель науки и техники.

С 1958 года он руководил кафедрой теплотехники и тепловых двигателей, а с 1969 года — кафедрой теории двигателей, был научным руководителем отраслевой НИЛ микроэнергетики.
Указом Президиума Верховного совета СССР от 1987 года за выдающиеся заслуги в научной, учебно-воспитательной и общественно-политической деятельности, а также в подготовке научных кадров Лукачёв Виктор Павлович награждён орденом Ленина и золотой медалью «Серп и Молот».
Виктор Павлович Лукачёв умер 29 апреля 1988 года после продолжительной болезни. Он похоронен в Самаре на Рубёжном кладбище.

## Награды
- Герой Социалистического Труда
- Заслуженный деятель науки и техники РСФСР[7]
- Ордена:
  - Два Ордена Ленина
  - Орден Октябрьской Революции
  - Три Ордена Трудового Красного Знамени
  - Орден Отечественной войны 1 степени
  - Орден Отечественной войны 2 степени
- Медали, в том числе:
  - Медаль «За оборону Ленинграда»
  - Медаль «Ветеран труда»
  - Медаль «За победу над Германией в Великой Отечественной войне 1941—1945 гг.»
  - Юбилейная медаль «Двадцать лет Победы в Великой Отечественной войне 1941—1945 гг.»
  - Юбилейная медаль «Тридцать лет Победы в Великой Отечественной войне 1941—1945 гг.»
  - Юбилейная медаль «Сорок лет Победы в Великой Отечественной войне 1941—1945 гг.»

## Память

Бронзовый бюст памяти Виктора Лукачёва в СГАУ (бывшем Куйбышевском авиационном институте)

- Именем В. П. Лукачёва названа одна из улиц города Самары.
- Также его имя носил теплоход, сейчас переименован в «Екатерину Великую».
- Мемориальная доска в Самаре на корпусе № 5 Самарского государственного аэрокосмического университета (СГАУ), на которой указано:

«Здесь учился и работал крупный учёный, организатор науки и образования / Герой Социалистического Труда / профессор / Лукачёв Виктор Павлович / ректор вуза с 1956 г. по 1988 г., внесший выдающийся вклад в становление и развитие Самарского государственного аэрокосмического университета»

- Бронзовый бюст памяти Виктора Лукачёва установлен в административном корпусе Самарского университета имени академика Сергея Павловича Королева.